# Haucourt (Oise)
Haucourt – miejscowość i gmina we Francji, w regionie Hauts-de-France, w departamencie Oise.
Według danych na rok 1990 gminę zamieszkiwało 118 osób, a gęstość zaludnienia wynosiła 30 osób/km² (wśród 2293 gmin Pikardii Haucourt plasuje się na 879. miejscu pod względem liczby ludności, natomiast pod względem powierzchni na miejscu 974.).